# Henric al II-lea al Saxoniei răsăritene
Henric al II-lea (n. 1103–d. 1123) a fost margraf de Meissen și de Istmark (sub titulatura de Lusizensis marchio: margraf de Luzacia) de la naștere până la moarte.
Henric a fost fiul postum al margrafului Henric I de Eilenburg cu Gertruda de Braunschweig, fiica lui Ekbert I de Meissen. De asemenea, el a moștenit și titlul de conte de Eilenburg și a fost cel de al doilea margraf de Meissen care aparținea Casei de Wettin.
Inițial, Henric s-a aflat sub regența unchiului său, Thimo. El a murit de tânăr în 1123, fără a avea urmași, deși era căsătorit cu Adelaida, fiica margrafului Lothar Udo al III-lea de Nordmark. Posesiunile sale au fost moștenite de sora sa vitregă, Richenza de Nordheim, însă succesiunea a intrat într-o perioadă de dispute și controverse.